# I min andes fördoldaste djup tonar fram
I min andes fördoldaste djup tonar fram är en psalm med text skriven av W D Cornett och musik skriven av William Gustin Cooper.

## Publicerad i
- Segertoner 1988 som nr 548 under rubriken "Att leva av tro - Förtröstan - trygghet".[1]